# 100LL
 Der er for få eller ingen kildehenvisninger i denne artikel, hvilket er et problem. Du kan hjælpe ved at angive troværdige kilder til de påstande, som fremføres i artiklen.

100LL er det mest almindelige flybrændstof til stempelmotorer, som typisk bruges til små fly. Kendes også som avgas (af amerikansk: aviation gasoline).
100 kendetegner oktantallet, og LL står for low lead, altså lavt blyindhold. 100LL erstattede avgas 100/130, som var langt mere blyholdigt, og slet ikke levede op til dagens miljøkrav. 100LL er dog langt fra blyfrit, og indeholder maksimalt 0,56 gram bly pr. liter. 
Til trods for, at der i dag findes langt mere miljøvenlige brændstoffer, går det langsomt med at omskifte det relativt giftige 100LL med nye typer. En af grundene er, at de store temperaturforskelle der forekommer i fly kan skabe luftbobler i brændstofslangen, hvis der bruges almindeligt bilbrændstof. Samtidig er der ikke den samme kvalitetskontrol med mange typer brændstof, som det er tilfældet med flybrændstof generelt.
I USA er en type kaldet 82UL blevet introduceret, men brug af dette kræver en certificering af motoren i flyet, og typen er stadig ikke særlig udbredt. I Europa er tendensen mere at gå over til diesel som brændstof, da det er billigere og allerede til rådighed i stor udstrækning som bilbrændstof.
Ved 15°C har avgas 100LL en massefylde på 0,72 kg/L.

## Afgift
100LL avgas har indtil 1. januar 2008 ikke været pålagt miljøafgift i Danmark, i modsætning til benzin og diesel til biler.[kilde mangler] Derfor kunne typen købes til ca. kr. 7,50 per liter. Siden tillægget af afgiften, den såkaldte energiafgift, er benzintypen imidlertid blevet væsentlig dyrere og er steget til ca. kr. 13,50 per liter.[kilde mangler] Dyreste pris er på Vesthimmerlands Flyveplads, hvor benzinen koster op imod kr. 24,48 per liter.[kilde mangler]
Derfor ser man mange privatpiloter, såkaldte A-flyvere (pga. certifikatets navn) flytter over til at flyve ultralette fly. Dette skyldes at de "store" A-fly bruger relativt store mængder brændstof (en Cessna 172 bruger ca. 30 liter/time) og de er derfor blevet anseeligt dyrere at anvende. Ultralette fly kan derimod tit flyves på bilbenzin (iblandet olie pga. totaktsmotorer), og deres generelt mindre motorer bevirker at de er billigere at anvende.